# Weinkulturhaus Gols

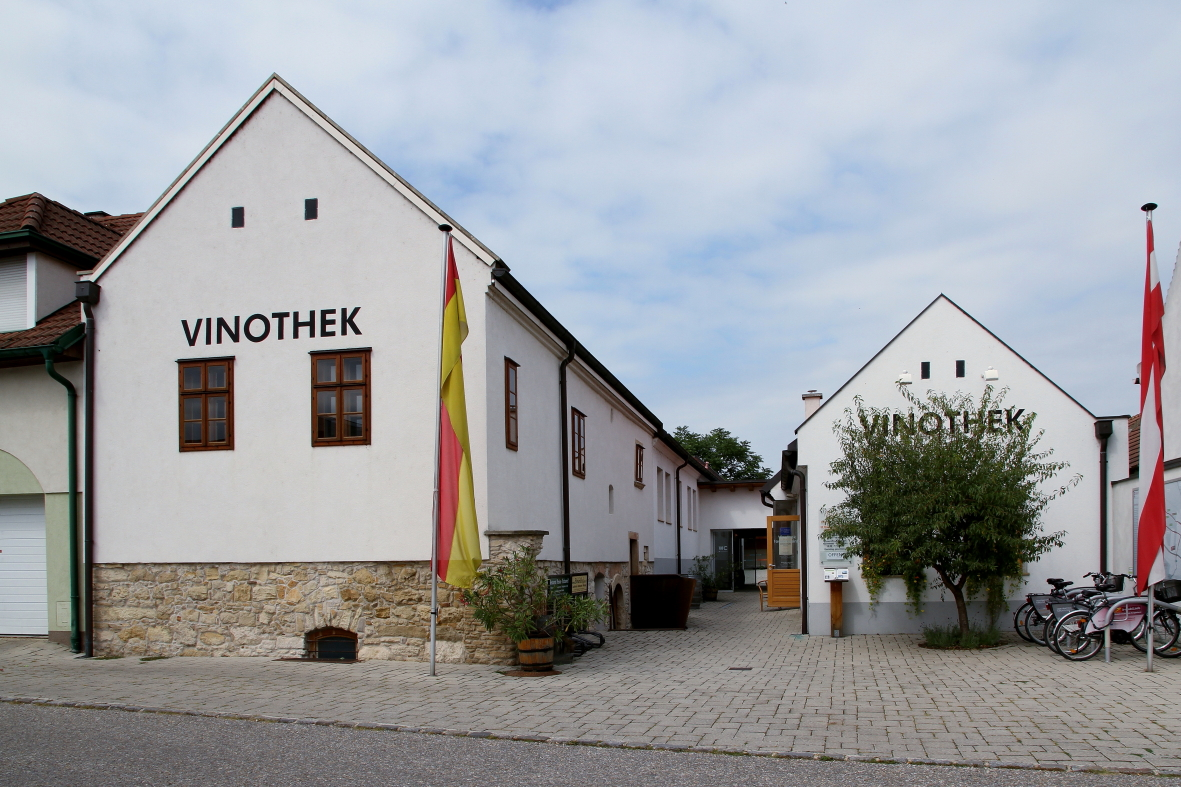
Weinkulturzentrum (2011)

Das Weinkulturhaus Gols ist ein barockes Giebelhaus in der Marktgemeinde Gols im Bezirk Neusiedl am See im Burgenland. Das Gebäude aus dem 18. Jahrhundert steht unter Denkmalschutz
Der Langstreckhof im burgenländischen Stil ist das älteste Gebäude der Marktgemeinde. Die Ziegel wurden bei der Errichtung des Gebäudes vor Ort gebrannt. Die verwendeten Steine wurden damals im Leithagebirge gebrochen und im Winter über den zugefrorenen Neusiedlersee nach Gols antransportiert. Der Keller wird als Vinothek für 400 verschiedene Weine des Ortes genutzt. Das Erdgeschoß wird für diverse Veranstaltungen genutzt. 2014 wurde im Weinkulturhaus in drei Schauräumen zum Kinder- und Jugendbuchautor Erwin Moser ein ständiges Museum eingerichtet.